# Stara synagoga w Chyrowie
Stara synagoga w Chyrowie – powstała w 1740 r. Została spalona przez Niemców po zajęciu przez nich miasta podczas agresji na Związek Radziecki. Po wojnie nie została odbudowana.
Drewniany budynek synagogi miał kształt prostokątny lub L-kształtny i był dwukondygnacyjny. Dach dwuspadowy, drewniany.